# مستجرذ

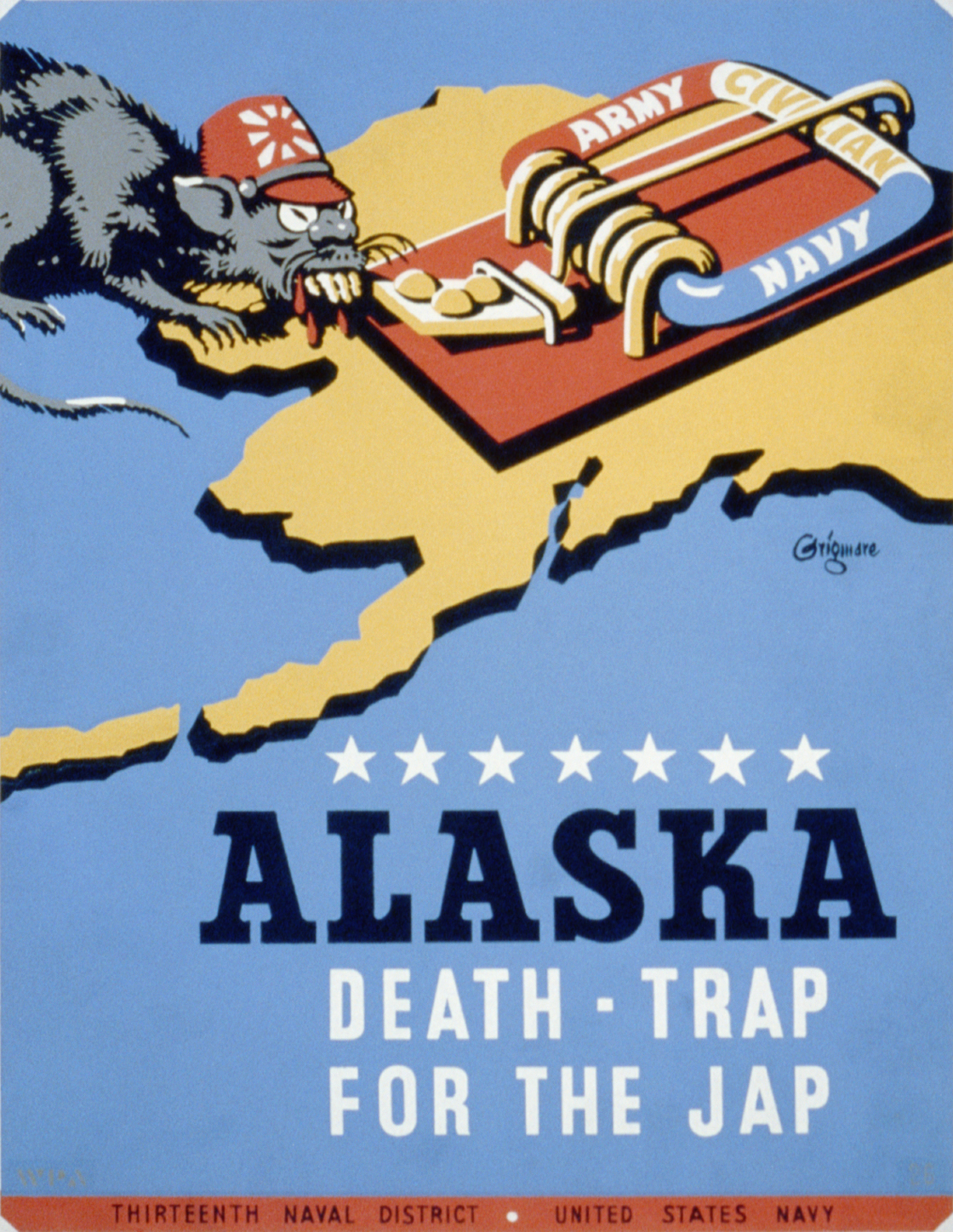
تم تصوير إمبراطورية اليابان كفأر في ملصق دعائي عن الحرب البحرية للولايات المتحدة في الحرب العالمية الثانية.

المستجرذ (بالإنجليزية: Wererat)‏، هو مخلوق مُتحول إلى شكل جرذ. المصطلح هو عبارة عن كلمة نيولوجية جديدة شبيهة بالمستذئب والمستضبع وغيرها، استخدمت في هذا النوع من الخيال أو الرعب منذ السبعينيات. أصبح المفهوم شائعًا في ألعاب تقمص الأدوار والخيال العلمي المستوحى منها. عادة ما يتم تصوير الجرذان على أنها ساكني المجاري ولصوص انتهازيون. كتب براد شتيغر عن مشاهد مستجرذين في ولاية أوريغون، معظمها من الأطفال.